# Antictenia torta
Antictenia torta là một loài bướm đêm trong họ Geometridae.